# Кокорештій-Колц (комуна)
Кокорештій-Колц (рум. Cocorăștii Colț) — комуна у повіті Прахова в Румунії. До складу комуни входять такі села (дані про населення за 2002 рік):
- Гіолдум (226 осіб)
- Кешною (238 осіб)
- Кокорештій-Грінд (795 осіб)
- Кокорештій-Колц (627 осіб)
- Колцу-де-Жос (319 осіб)
- П'ятра (171 особа)
- Першунарі (569 осіб)
- Сату-де-Сус (201 особа)

Комуна розташована на відстані 46 км на північ від Бухареста, 15 км на південний захід від Плоєшті, 94 км на південь від Брашова.

## Населення
У 2009 року у комуні проживали 3183 особи.